# 石篆山摩崖造像
石篆山摩崖造像位于重庆市大足区三驱镇佛会村（原属石桌乡，位于城区西南约20公里），是世界文化遗产大足石刻的重要组成部分，是典型的释、道、儒“三教”合一造像区，十分罕见，对研究中国传统文化和宗教发展具有重要的价值。

## 石刻分布
石篆山因冈峦回环如篆故名，山有佛惠寺（佛会寺），庙西一里许为佛湾（子母殿），有造像10龛，200余尊，均为北宋元丰五年至绍圣三年间（公元1082~1096年）铜鼓石篆庄庄主严逊主持开凿。因系严逊一手主持开凿，内容无一相同。佛惠寺现已残破，存宋碑1通，明清碑5通，少许圆雕石像。造像崖面长约130米，高约3-8米，通编为10号。
- 第1号诃利帝母龛。高2.10米，宽2.53米，深1.10米。
- 第2号志公龛[註 2]。高2.34米，宽2.54米，深1.72米，主像在左，貌中年，无须，戴圆顶斗篷，穿斜襟宽袖袍服，袍只达于膝。两脚分开前行状，左手持角尺，腕挂铁剪，右手指徒弟。原认为无造像记，1985年于后壁上方发现，大致内容为梁武帝问志公药方事[註 3]，题刻“岳阳文惟简[註 4]镌乙丑[註 5]岁记”。壁两旁立石坊刻“绳墨千秋仰，规矩万世因”，现已不存。
- 第3号长寿王龛，像已残。
- 第4号药王龛。高2.23米，宽2.54米，深0.19米。
- 第5号文殊、普贤龛。高1.46米，宽1.49米，深1.83米。右壁题刻“岳阳镌作文惟简，男居安、居礼，庚午[註 6]中秋记”。
- 第6号文宣王龛，亦称“孔子及十哲像”。高1.94米，宽3.25米，深1.48米。正中刻孔子坐像，头左侧刻“至圣文宣王”[註 7]，两旁及龛左右壁刻十大弟子捧笏站立[註 8]。该龛为弥足珍贵的儒教造像，对研究我国传统文化和宗教发展具有重要的价值。[1][7]
- 第7号三身佛龛。高1.47米，宽6.36米，深1.38米，经考证为毗卢、释迦及卢舍那三身佛。[3]
- 第8号老君龛。高1.70米，宽3.43米，深1.92米，中刻老君坐像，头左侧题“太上老君”，两旁及左右壁各刻真人、法师7尊，皆捧笏而立，头旁题刻“玄中大法师”、“太极真人”、“三开大法师”、“定法真人”等。[8]
- 第9号地藏与十冥王龛。高1.80米，宽5.50米，深1.54米，正中刻地藏坐像，貌慈祥，比丘状，两侧前排左右各坐5位冥王。左壁有“绍圣三年丙子岁[註 9]，岳阳文惟简镌，男居安、居礼记”。
- 第10号为清人僧圣志题记。

## 文物级别
- 1956年8月16日公佈為四川省第一批歷史及革命文物保護單位[9]
- 1980年7月7日重新公佈為四川省第一批文物保護單位[10]
- 1987年1月23日列為重慶市第二批市級文物保護單位初定名單[11]
- 1996年11月20日列為第四批全國重點文物保護單位，歸入北山摩崖造像[12]
- 1999年12月1日作为大足石刻的组成部分，被列入世界文化遗产[13]
- 2000年9月7日列为第一批重庆市文物保护单位，归入北山摩崖造像[14]